# آپانسه
آپانسه (به انگلیسی: Apance)، رودخانه‌ای در شرق فرانسه است. این رود، یکی از ریزآبه‌های سون بالادستی از ناحیه گرانت اِست بوده که ۳۴/۴ کیلومتر طول دارد.

## ریشه لغوی
نام Apance منشأ نامشخصی دارد، آنچه که مشخص است عقبه آن تا قرن هفتم میلادی قابل ردیابی است و در آن زمان به شکل لغت "Spancia" به کار می‌رفته.

## موقعیت
رود آپانسه در کشور فرانسه قرار داشته و از کمون سرکوئکس عبور می‌کند.